# Les Sept Nains
Pour les articles homonymes, voir Sept nains (Disney).
Les Sept Nains est un album de bande dessinée français sorti en 1994. Il se déroule dans le milieu des aviateurs britanniques qui bombardent l'Allemagne durant la Seconde Guerre mondiale. Le scénario et les dessins sont de Marvano, avec une mise en couleurs par Claude Legris.

## Synopsis
Août 1993. Sur le tarmac d'un aéroport militaire désaffecté, deux femmes se souviennent. C'est de là que cinquante ans auparavant s'envolait dès le soir tombé le bombardier Snowwhite, à la recherche de nouvelles cibles et de nouvelles victimes. C'est là aussi que tout a commencé et que tout s'est terminé.
Lisa joue avec sa poupée Blanche-Neige, en Angleterre, en regardant les bombardiers partir pour l'Allemagne. C'est elle qui, cinquante ans plus tard, retrouvera sa poupée sur une piste et lira la lettre que lui remettra une vieille dame nommée Sarah. La lecture de celle-ci nous dévoile l'histoire de David, son auteur et skipper (pilote) de Snowwhite. Celle-ci est constituée de raids sur l'Allemagne, de la vie et de la mort des membres  de l'équipage -les Sept Nains- ainsi que de rencontres, d'une part celle entre David et Sarah, travaillant à la tour de contrôle et d'autre part, entre David et une enfant. Alors qu'il nous dévoile l'horreur de la Seconde Guerre mondiale telle que vécue par les pilotes de la RAF, il va se lier d'amitié avec une petite fille, elle-même innocemment victime des premiers raids allemands sur Londres.

## Publication

### Éditeurs
- Dupuis (collection Aire libre), 1994  (ISBN 2-8001-2082-7)
- Dargaud (série Berlin), 2007  (ISBN 978-2-5050-0003-7)